# Ornithocheirae
Ornithocheirae es un clado extinto de pterosaurios pteranodontoideos que vivieron entre el Cretácico Inferior al Cretácico Superior (de mediados del Barremiense a mediados del Campaniense) en Asia, Europa, Norteamérica y Suramérica. Fue nombrado por Harry Seeley en 1870 como la familia que contiene a Ornithocheirus y a sus parientes. El nombre fue enmendado a Ornithocheiridae, para encajar con los requerimientos del Código Internacional de Nomenclatura Zoológica respecto de que un clado con rango de familia debe terminar con el sufijo -idae. Brian Andres (2010) en su revisión de la filogenia de los pterosaurios, definió al nombre Ornithocheirae filogenéticamente, como un taxón basado en nodos consistente en el último ancestro común de Anhanguera y Ornithocheirus y a todos sus descendientes. Por tanto Ornithocheirae es definido de modo que incluye a dos familias, los Anhangueridae y los Ornithocheiridae, siguiendo la opinión de Alexander Kellner y B. Andres de que estas familias no deberían ser sinonimizadas basándose en sus definiciones filogenéticas originales.